# Daucus carota subsp. hispidus
Daucus carota subsp. hispidus é uma subespécie de planta com flor pertencente à família Apiaceae. 
A autoridade científica da subespécie é (Arcang.) Heywood, tendo sido publicada em Feddes Repert. 79: 68. 1968.

## Portugal
Trata-se de uma subespécie presente no território português, nomeadamente no Arquipélago da Madeira.
Em termos de naturalidade é nativa da região atrás indicada.

## Protecção
Não se encontra protegida por legislação portuguesa ou da Comunidade Europeia.